# Železniční pražec

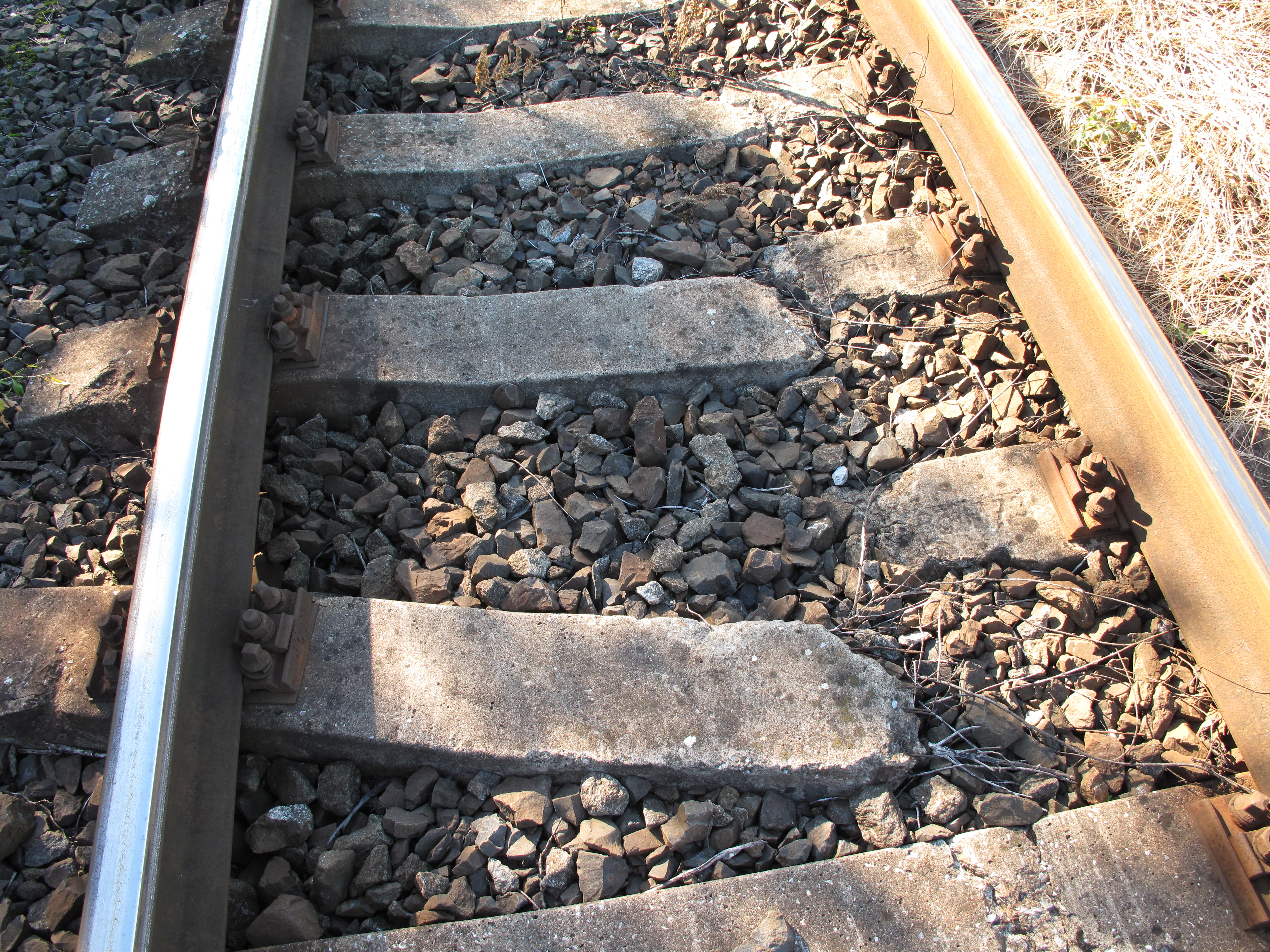
Rozbité pražce na trati 092 u Netřeby

Železniční pražec je součástí železničního svršku, na níž jsou upevněny kolejnice. Kolejnice jsou jím neseny a drženy v pevné vzdálenosti (rozchod kolejí). Součástky sloužící k upevnění kolejnice k pražci se souhrnně nazývají drobné kolejivo.

## Materiál pražců
Pražce jsou nejčastěji vyráběny ze dřeva nebo železobetonu. V počátcích stavby železnic byly prováděny pokusy i s pražci kamennými, a v některých případech se též používají pražce ocelové.

### Kamenný pražec
S kamennými pražci byly prováděny pokusy jen v samém počátku výstavby koňských železnic počátkem 19. století. Přesněji řečeno – nejednalo se o pražce v dnešním slova smyslu, ale o do země zapuštěné kamenné kvádry, v nichž byly vytesány prohlubně držící kolejnice. Jako materiál byl zkoušen snadno opracovatelný pískovec, ale i jiné druhy kamenů. Jejich navrhovatelé si od nich slibovali vyšší životnost ve srovnání se dřevem. Tento typ pražců se ale neosvědčil, protože poměrně křehké kameny se vydrolovaly a praskaly.

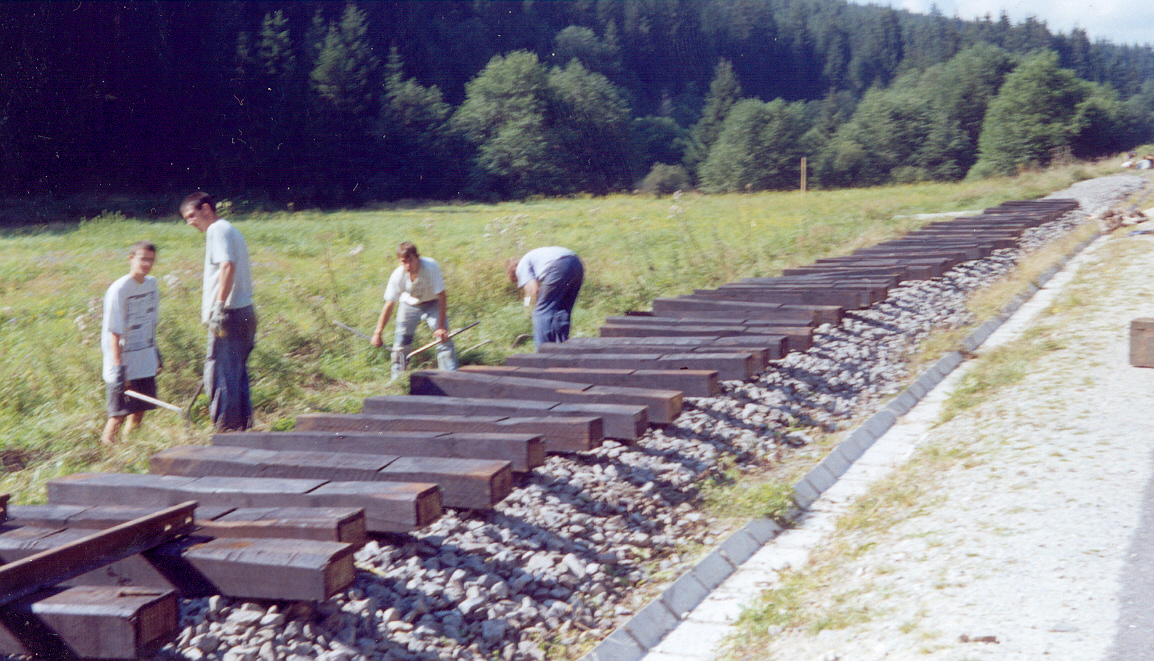
Dřevěné pražce, připravené k přibití kolejnic při rekonstrukci trati ČHŽ. Na pražcích jsou patrné vyfrézované šikmé plochy pro položení kolejnic. Brigádníci se chystají zvednout kolejnici pomocí speciálních kleští.

### Dřevěný pražec
Dřevěné pražce byly využívány od začátku existence železnic a svou roli hrají i dnes. Jsou vyráběny z kvalitního a dobře impregnovaného bukového nebo dubového dřeva. Pro vlečky je též přípustné použití pražců borových a modřínových. Jiné druhy dřeva se v našich zemích neosvědčily. V tropických a subtropických zemích se užívá podle místních podmínek dřevo jarrah, teak, cedr, kaštan, ořešák a quebracho, považované za lepší než dub. V Severní Americe také žlutá borovice a douglaska. Jako kuriozitu, dokreslující vývoj dřevěných pražců lze uvést Francouzské dráhy, které používaly koncem 19. a počátkem 20. století kombinaci dvou druhů dřev: v dubovém pražci byla vyfrézována drážka a do ní vsunuta topolová destička, na níž spočívala kolejnice. Topolové destičky se vždy po několika letech vyměňovaly.
Impregnace pražců byla také předmětem dlouholetého výzkumu, probíhajícího od druhé poloviny 19. století. Pražce bez impregnace podléhaly rychle zkáze (hniloba, dřevokazný hmyz) a jejich obnova byla organizačně i finančně náročná. Jako impregnační chemikálie byly a jsou používány síran zinečnatý, síran měďnatý, karbol, kreozot (dřevný či uhelný dehet) a další látky i jejich směsi. Impregnace prodlužuje životnost pražců zhruba na dvojnásobek, což v praxi znamená celkovou životnost zhruba 20-40 let.
Proti ostatním materiálům je dřevo podstatně pružnější, a tudíž není tolik poškozováno vibracemi. Dá se snadno opracovávat. Štěrk kolejového lože se částečně zamáčkne do pražce, takže kolej lépe odolává příčným silám. Dřevěné pražce se používají dodnes, zejména v místech styků kolejnic a na výhybkách.
Pokud nejsou na pražci použity tvarované podkladnice, bývají pro upevnění kolejnic vyfrézovány zešikmené plochy, které zajistí, že kolejnice jsou mírně skloněny (sklon 1:16 – 1:20) ke středu koleje.
Proti praskání bývají konce pražců zpevněny. Používá se buď opásání plechovou obroučkou, nebo zatlučení zpevňujícího elementu do konce pražce. Tímto elementem je buď ocelový pásek ve tvaru písmene S, nebo deska, z níž trčí sada hrotů.

#### Značení dřevěných pražců

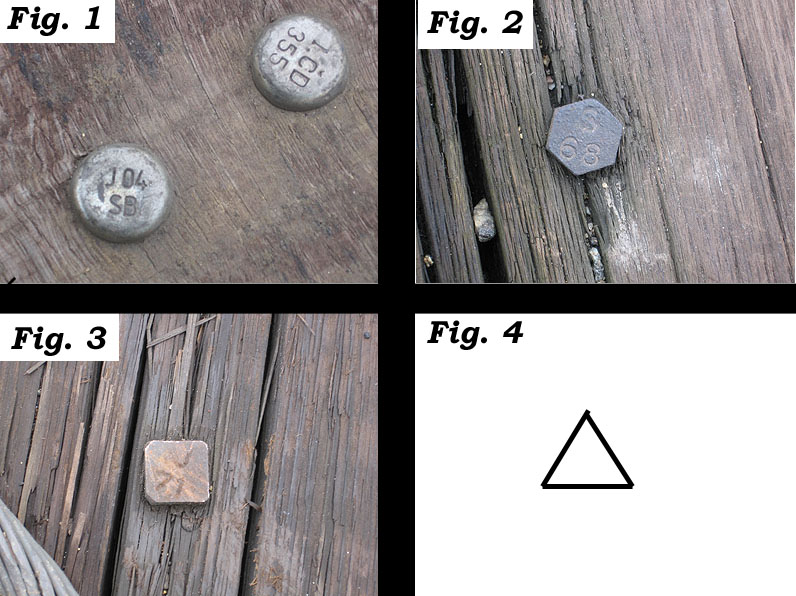
Hřeby k označení materiálů:
1 – dub,akát
2 – buk, habr
3 – borovice, modřín
4 – tropické dřevo

Každý dřevěný pražec je označen hřebem, na kterém je vyražen rok výroby a způsob impregnace. Tvar hlavy hřebu označuje materiál pražce:
- kruh – dub, akát
- šestiúhelník – buk, habr
- čtverec – borovice, modřín
- trojúhelník – tropické dřevo

### Betonový pražec
S betonovými pražci byly prováděny pokusy již na přelomu 19. a 20. století. Pražce se však tehdy neosvědčily.
Až vzrůstající kvalita železobetonu ve druhé polovině 20. století umožnila zvýšit jejich životnost a díky relativně nízké ceně se začaly železobetonové pražce hromadně nasazovat. Betonový pražec má oproti dřevěnému nižší odolnost proti příčným silám. Je proto nutné, aby byl pečlivě zaštěrkován, v odůvodněných případech se na pražce montují pražcové kotvy. Od poloviny 90. let minulého století se postupně začínají používat železobetonové pražce i ve výhybkách. Tam se však prosazují pomalu, protože je to technologicky náročné. Ve výhybce je každý pražec jiný a je třeba pro každý pražec samostatně přizpůsobit formu, výztuže i umístění upevňovacích prvků kolejnic.
V současné době[kdy?] se v ČR používají zejména tyto typy:
- SB8 – podkladnicové upevnění, sklon úložné plochy 1:20
- B91S – bezpodkladnicové upevnění, sklon úložné plochy 1:40

V Česku je jediný výrobce železobetonových pražců, kterým je firma ŽPSV Uherský Ostroh s výrobními závody v Čerčanech, Doloplazech, Liticích nad Orlicí, Nových Hradech, Uherském Ostrohu a s dalšími pobočkami.

### Ocelový pražec
Ocelové pražce nebyly příliš oblíbené, a to především kvůli své ceně. Vyznačují se také vyšší hlučností. Ve větší míře se uplatnily na průmyslových dráhách a v Německu, kde se prosadily pražce Augusta Haarmanna. Pro svou vodivost nemohou být tyto pražce použity v kolejích s kolejovými obvody.
Výhodou je naopak nízká hmotnost ve srovnání s betonovými pražci.
Po roce 2000 nastává určitá renesance použití ocelových pražců a to ve formě tzv. pražců „Y“, které se používají především v Německu. V Česku byly poprvé instalovány v roce 2004 na úseku o délce 0,5 km mezi stanicemi Popelín a Počátky-Žirovnice a na tramvajové trati Liberec-Jablonec. Tyto pražce jsou kratší, takže mohou být použity i v užším zemním tělese a šetří se tím objem materiálu i zemních prací.

### Umělohmotný pražec
Výrobu pražců z recyklovaného plastu v kombinaci se skleněnými vlákny vyvíjelo okolo roku 2006 společně několik německých a rakouských společností (PAV Berlin, NGR, Feldkirchen a výzkumný institut Fraunhofer Institut für chemische Technologie ICT). V Česku byly použity umělohmotné pražce poprvé v roce 2024 při rekonstrukci šumavské lokálky poblíž Černého Kříže, a to pouze jako mostnice. Jsou dražší než klasické dřevěné pražce a mají oproti nim větší průřez, ale podle Správy železnic by měly mít životnost přes 50 let.

## Spojení s kolejnicí
- Hřeby byly používány celé 19. století i na počátku století 20. Náklady na jeho výrobu i použití byly výrazně nižší, než na dnes používané šrouby. Zatloukání hřebů byla fyzicky namáhavá práce.
- Šrouby se prosadily ve 20. století poté, co jejich cena ve srovnání s ostatními komponentami pro stavbu trati začala být relativně bezvýznamná. Proti hřebům šrouby lépe drží, ale je to vykoupeno jejich vyšší cenou i složitější montáží (dnes z velké části automatizovanou). Šrouby se musí v určených intervalech dotahovat.
- Pružné upevnění se začalo v Česku používat od 90. let 20. století. Existuje buď ve formě kombinované se šroubem. V Česku se používají především pružné svěrky Skl 12 (upevnění na klasickou žebrovou podkladnici) a Skl 14 (bezpodkladnicové upevnění) německé firmy Vossloh. U těchto svěrek je interval utahování šroubů podstatně delší a přes vyšší pořizovací náklady tak dochází k úspoře při údržbě. Zcela bez šroubu se pak obejde upevnění Fastclip britské firmy Pandrol – u tohoto typu není po instalaci nutná žádná údržba po celou dobu životnosti upevnění.

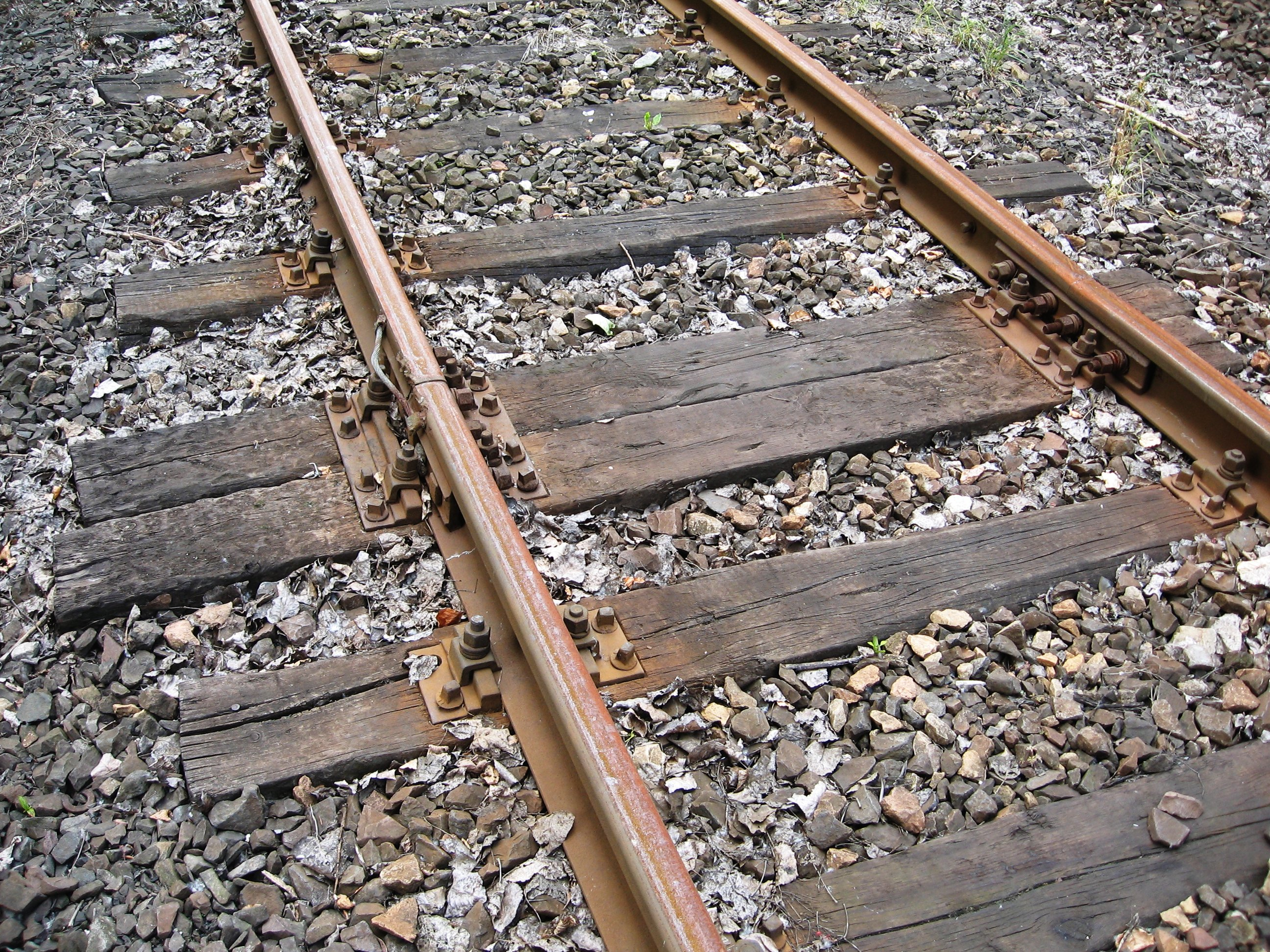
Dřevěné pražce
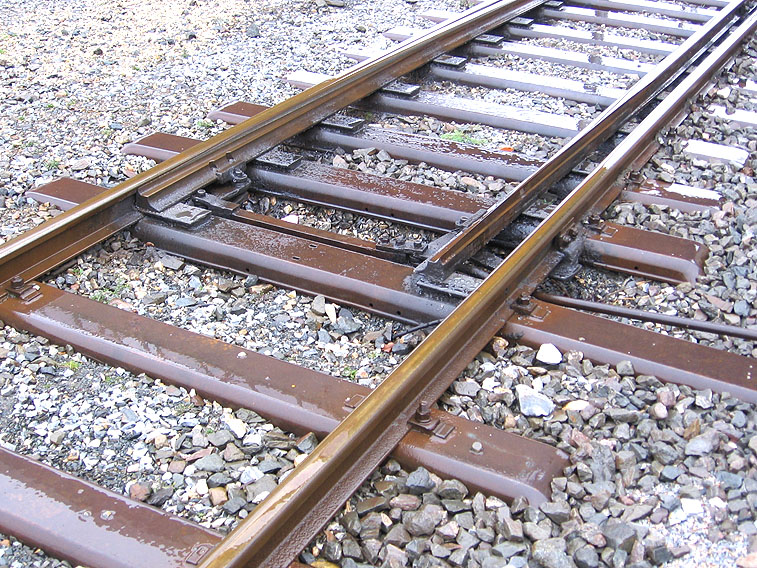
Ocelové pražce ve výhybce
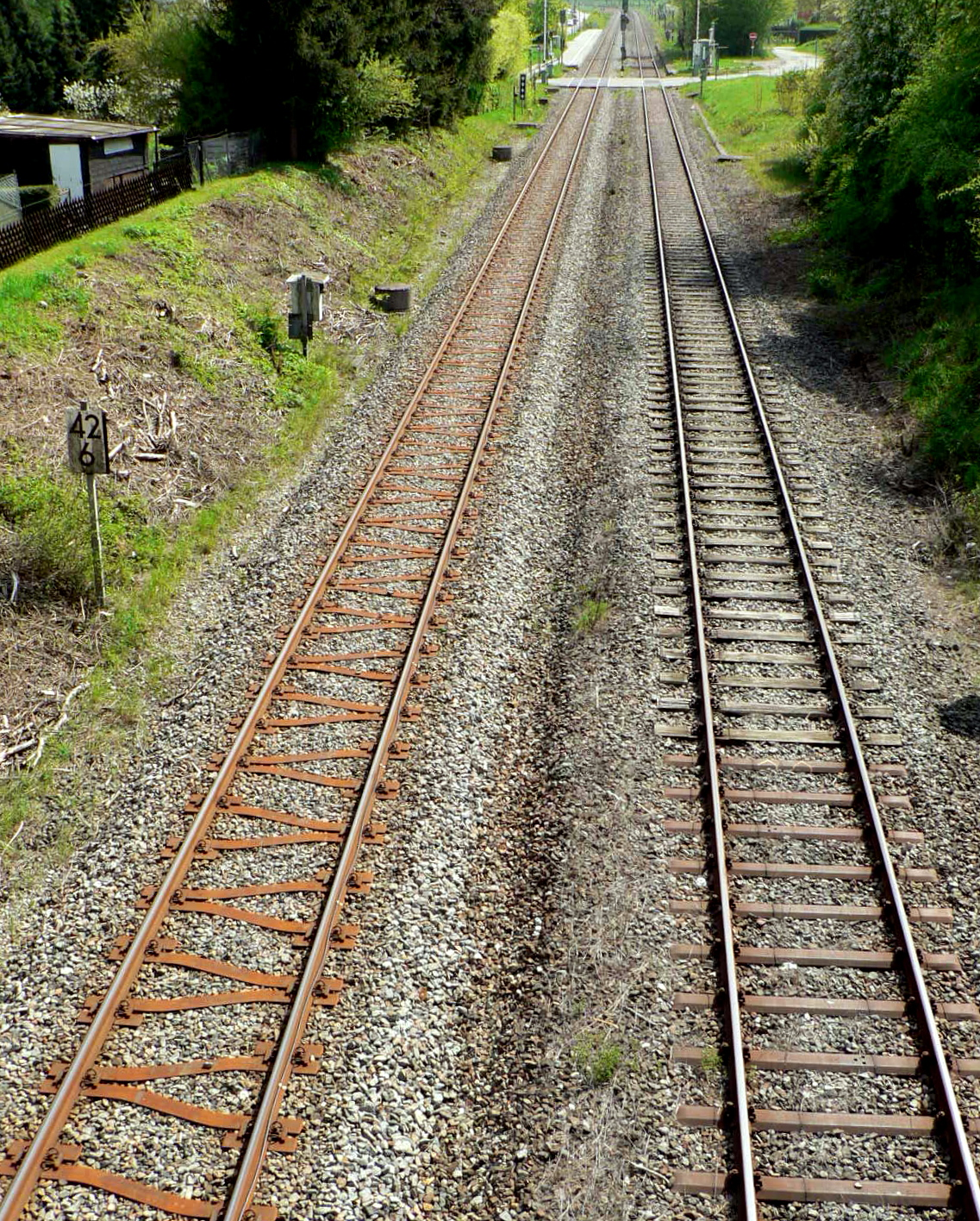
Ocelové pražce Y a normální
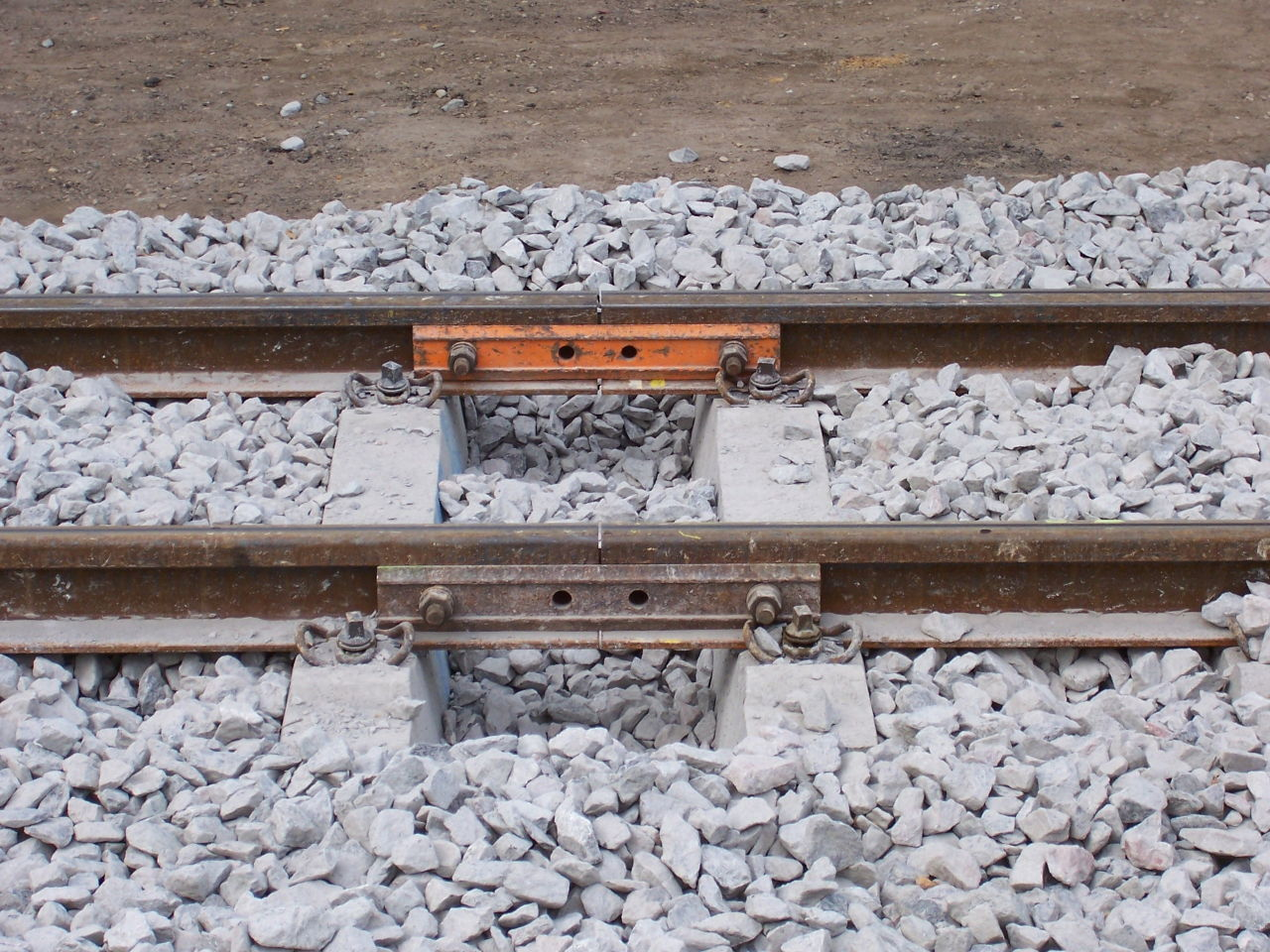
Pražce betonové
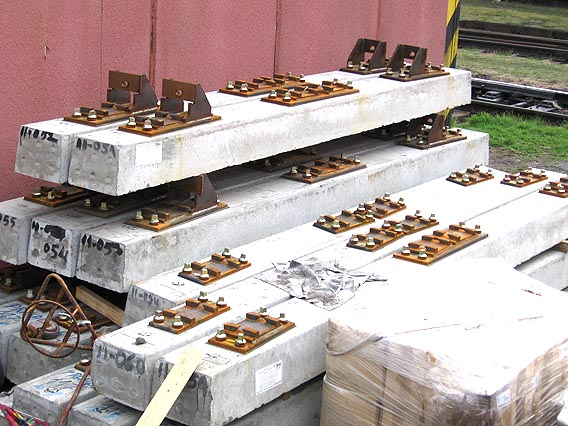
Výhybkové pražce betonové